# Ein amerikanischer Thriller
Ein amerikanischer Thriller (Originaltitel: American Tabloid) ist ein Roman von James Ellroy aus dem Jahre 1995 und der Vorgänger des nahtlos anschließenden Romans Ein amerikanischer Albtraum.

## Handlung
In Ein amerikanischer Thriller geht es um die kriminellen Verquickungen der US-amerikanischen Mafia, Regierung, FBI und CIA. Die Geschichte startet exakt fünf Jahre vor dem Attentat auf John F. Kennedy und endet unmittelbar vor den tödlichen Schüssen. Die Hauptpersonen sind der grobschlächtige Pete Bondurant, der elegante FBI-Agent Kemper Boyd und der anfänglich idealistische FBI-Agent Ward Littel.
Der Leser erfährt, warum der Angriff auf Kuba (Schweinebucht-Invasion) misslang, wie JFK an seine Frauen kam, und warum J. Edgar Hoover die Kommunisten hasste, aber bei der Mafia ein Auge zudrückte.
Trotz der verwendeten historischen Fakten, Namen und Ereignisse handelt es sich bei der eigentlichen Romanhandlung um reine Fiktion.

„Was ich mir zum Ziel setzte, war, den Kennedy-Mythos zu zerstören. Eben diesen Mythos, der besagt, dass Amerika vor seinem Tod die reine Unschuld war, dass sein Tod uns daran gehindert hat, in ein goldenes neues Zeitalter einzutreten. So ein Quatsch.“

## Hauptfiguren
Pete Bondurant: ein französisch-kanadischer Ex-Polizist, Hollywood Insider, Auftragskiller mit Mafiakontakten und Bodyguard von Howard Hughes.
Er hat flüchtige Ähnlichkeit mit den Fred Otash und Robert Maheu.
Kemper Boyd: ein FBI-Agent, der von J. Edgar Hoover beauftragt wird, die Kennedy-Organisation zu infiltrieren. Dies führt zu Kontakten mit der CIA, die ihn seinerseits einsetzt, um bei Präsident Kennedy für eine Anti-Castro-Politik zu werben. Gleichzeitig organisiert er eine Zusammenarbeit zwischen der Cosa Nostra und der CIA in der kubanischen Sache. Er verliebt sich in Laura Hughes, die geheime Tochter von Gloria Swanson und Joseph P. Kennedy, Sr., Halbschwester der Kennedy-Brüder.
Boyd hat auch eine Ähnlichkeit mit Robert Maheu, ein enger Freund der Kennedy-Brüder und ehemalige FBI-Agent, der mit der Verschwörung zur Ermordung von Fidel Castro und dem JFK-Attentat in Verbindung gebracht wird.
Ward Littell: ein FBI-Agent, der trotz gegenteiliger Dienstanweisungen heimlich die Aktivitäten des organisierten Verbrechens untersucht. Nachdem er vom FBI entlassen wird, wechselt er die Seiten und arbeitet als Rechtsanwalt für die Mafia.

## Nebenfiguren
Die Nebenfiguren bestehen sowohl aus fiktiven als auch aus historischen Personen:
J. Edgar Hoover: Direktor und Gründer des FBI. Er plant einen persönlichen Rachefeldzug gegen die Kennedys.
John F. Kennedy: Senator aus Massachusetts, Präsidentschaftskandidat und später Präsident der Vereinigten Staaten von Amerika. Mitglied des McClellan-Komitees, das das organisierte Verbrechen untersuchen soll.
Robert F. Kennedy: Sonderberater des McClellan-Ausschusses und von seinem Bruder zum US-Generalstaatsanwalt ernannt.
Joseph P. Kennedy: Vater der Kennedy-Brüder, der während der Prohibition im illegalen Alkoholgeschäft ein Vermögen verdiente. Er hat über die Teamsters Pensionskasse mehrere Millionen Dollar an die Mafia ausgeliehen.
Jimmy Hoffa: Präsident der Teamsters-Gewerkschaft. Hoffa hält enge Verbindungen zur organisierten Kriminalität und ist in die Kreditvergabe der Teamsters Pensionskasse an die Mafia verwickelt.
Howard Hughes: Zurückgezogen, exzentrisch und psychisch gestört, plant Hughes die Casinos der Mafia in Las Vegas zu übernehmen, um eine „keimfreie Umgebung“ für seinen Bereich zu schaffen.
Guy Banister: Ex-FBI-Agent mit CIA-Verbindung. Banister ist am Aufbau einer Miliz aus anti-kommunistischen kubanischen Flüchtlingen (genannt Blessington Kader) beteiligt.
John Stanton: Banisters Kontakt auf CIA-Seite.
Lenny Sands: Ein Nachtclub-Kabarettist und -Sänger mit Mafiaverbindungen, wird von Littell als Spitzel eingesetzt.
Jack Ruby: Nachtclub-Besitzer Dallas mit Verbindungen zur organisierten Kriminalität, der später den mutmaßlichen Mörder John F. Kennedys ermordet.
Jules Schiffrin: Mafia-Buchhalter, führt die „echten“ Bücher des Teamsters Pension Fund.
Chuck Rogers: Ex-CIA-Agent und Pilot, der in den Dienst des Blessington-Kaders eintritt.
Laura Hughes: Uneheliche Tochter von Joe Kennedy und Gloria Swanson.
Helen Agee: Freundin der Tochter von Ward Littell, die sich in Littell verliebt.
Barb Jahelka: Nachtclub-Sängerin und Lockvogel bei Erpressungsdelikten.
Nestor Chasco: Ein Anti-Castro-Mitglied des Blessington-Kaders.
Andere historische Personen sind Sam Giancana, Carlos Marcello, Santo Trafficante, Jr., John Roselli, Peter Lawford, Frank Sinatra und J. D. Tippit.

## Daten
- ISBN 3-455-01790-8
- Erscheinungsjahr 1995
- englischer Originaltitel: American Tabloid
- 637 Seiten im Taschenbuch
- Bestes fiktionales Buch des TIME-Magazins im Jahre 1995